# Heinrichsruh
Heinrichsruh är en ortsteil i staden Torgelow i Landkreis Vorpommern-Greifswald i förbundslandet Mecklenburg-Vorpommern i Tyskland. Heinrichsruh var en kommun fram till 25 maj 2014 när den uppgick i Torgelow. Kommunen Heinrichsruh hade 259 invånare 2014.